# Lo Puòg
Lo Puòg (en francès Le Puech) és un municipi occità del Llenguadoc, situat al departament de l'Eraui a la regió d'Occitània.